# Mantisse
In de wiskunde heeft het woord mantisse twee, overigens verwante, betekenissen. Schrijft men een decimaal getal {\displaystyle x} in wetenschappelijke notatie als:
{\displaystyle x=\pm s\cdot 10^{w}=\pm 10^{m}\cdot 10^{w}}
met {\displaystyle w} een geheel getal en 
{\displaystyle m=\log s},
dan worden zowel {\displaystyle s} als {\displaystyle m} mantisse genoemd. 
In de context van het zwevendekommagetal levert deze dubbele betekenis geen problemen omdat de logaritme van  {\displaystyle s} daar bijna nooit een rol speelt. In verband met de logaritmetafel is het onderscheid wel van belang. Het is in dat verband dat het getal  {\displaystyle s} ter onderscheid de significant van  {\displaystyle x} wordt genoemd. De term mantisse gebruikt men in deze context expliciet voor de logaritme van de significant.

## Normalisatie
De significant  {\displaystyle s} ligt gewoonlijk in een specifieke decade, bijvoorbeeld in de decade van 0,1000... tot en met 0,9999..., of in de decade van 1,000... tot en met 9,9999... In principe zijn andere decaden ook mogelijk. In computers wordt vaak gewerkt met de decade van 0,1000... tot en met 0,9999.... Het vastleggen van een specifieke keuze noemt men normalisatie van de significant. Na normalisatie van de significant ligt de waarde van de exponent {\displaystyle w}, de wijzer, vast.
Veel rekenmachines gebruiken tegenwoordig de decade 1,0000... tot en met 9,9999...

## Ingenieursnotatie
In de ingenieursnotatie van getallen zijn alleen exponenten toegestaan die een veelvoud van 3 zijn. In deze notatie kan een getal geschreven zijn als 25,2∙103. De significant kan daarbij in drie decaden liggen, namelijk in het interval van 1,0000... tot en met 999,9999... Zoals de notatie al aanduidt wordt deze vorm van wetenschappelijke notatie vooral in de techniek gebruikt, met name in de elektrotechniek.

## Verborgen bit
Bij binaire getallen in de genormaliseerde voorstelling zal de meest significante bit (de bit links van de komma) een 1 zijn. Deze bit wordt niet opgeslagen en wordt daarom de 'verborgen bit' of 'hidden one' genoemd.
Afhankelijk van de context kan de verborgen bit wel of niet mee meegerekend zijn in de beschrijving van de grootte van de mantisse. Bijvoorbeeld, in het IEEE 754 double precision formaat wordt de mantisse beschreven als ofwel een 53-bit mantisse (verborgen bit inbegrepen) of als een 52-bit mantisse (verborgen bit niet inbegrepen).

## Gebruik
De mantisse werd in het tijdperk voor het algemene verschijnen van rekenmachines of computers veel gebruikt. Men gebruikte het om berekeningen uit te voeren met behulp van een rekenliniaal of logaritmetafel. Bij vermenigvuldigen bijvoorbeeld, werd deze uitgevoerd tussen de twee mantisses. De exponenten werden dan uit het hoofd bij elkaar opgeteld om het eindantwoord te krijgen. Als controle was en is het ook nuttig de uitkomst te schatten.